# Kirchner-Viscacharatte
Die Kirchner-Viscacharatte (Tympanoctomys kirchnerorum) ist eine in Südamerika lebende Nagetierart aus der Familie der Trugratten (Octodontidae). Sie ist nur von der Typuslokalität im Departament Gastre in der südargentinischen Provinz Chubut sowie durch holozäne Fossilien von vier Orten am mittleren und unteren Río Chubut bekannt. Die Art wurde erst 2014 beschrieben und ist der zweite rezente Vertreter der Gattung Tympanoctomys. Sie bewohnt wie ihre Schwesterart trockene Landschaften, über ihre Lebensweise ist aber nur wenig bekannt. Der Bestand wird als bedroht angesehen.

## Merkmale

### Habitus
Die Kirchner-Viscacharatte hat eine äußerlich rattenähnliche Gestalt, die Gesamtlänge der Tiere beträgt rund 22,2 bis 25,6 cm, der Schwanz wird etwa 11,1 bis 11,4 cm lang, das Gewicht liegt bei 50 bis 74 g. Sie sind damit etwas kleiner als ihre Schwesterart, die Rote Viscacharatte (Tympanoctomys barrerae), ihr Schwanz ist im Verhältnis zur Kopf-Rumpf-Länge kürzer. Das Fell zeigt auf dem Rücken eine gelblich-braune Färbung, die meisten Haare haben hier eine Länge von etwa 13 mm und besitzen eine graue Haarbasis und gelblich-braune Spitzen. Dazwischen stehen schwärzliche, etwa 20 mm lange Haare. Die Körperseiten sind heller. Auf der Bauchseite, an der Kehle und an den Vorder- und Hinterbeinen dominiert eine cremefarbene bis weißliche Tönung, die Haare werden hier nur rund 10 mm lang und sind teilweise an der Basis grau gefärbt, an der Spitze dagegen cremefarben. Das obere Kopfprofil ist gebogen, die Ohren sind mit einer Länge von 14 bis 15 mm relativ kurz. An der Basis der Ohren tritt ein Büschel rauer, weißlicher Haare auf. Die Kirchner-Viscacharatte hat auf jeder Schnauzenseite etwa 30 Tasthaare, darunter etwa 35 mm lange, die eine schwärzliche Färbung aufweisen, und etwa 60 mm lange, die dicker und schwärzlich oder weißlich beziehungsweise an der Basis schwärzlich und an der Spitze weißlich sind. Oberhalb der Augen treten auf jeder Seite zwei oder drei Tasthaare auf, jeweils eines davon erreicht den äußeren Rand der Ohren. Zudem kommen an den Wangen jeweils vier Tasthaare vor, die jeweils bis zur Ohrbasis reichen. Die für Tympanoctomys typischen Borsten am Gaumen sind gut entwickelt und bestehen aus dicken, weißlichen Haaren. Der Schwanz ist zweifarbig gestaltet, oberseits dunkler und unterseits heller, er weist ein weniger dichtes Haarkleid auf als bei der Roten Viscacharatte. Die letzten 2,5 cm sind vollständig schwärzlich, das am Ende ausgebildete pinselartige, dunkle Haarbüschel ist nicht ganz so deutlich ausgeprägt wie bei der Roten Viscacharatte. Die Vorder- und Hinterfüße zeigen auf der Rückenseite ein weißlich gefärbtes, kurzehaariges Fell, vorn überdecken längere Haare die gut entwickelten Krallen. Die Länge des Hinterfußes variiert zwischen 29 und 33 mm.

### Schädel- und Gebissmerkmale
Der Schädel ist breit gebaut und nahezu birnenförmig in der Aufsicht. Die Länge beträgt 27,2 bis 34,2 mm, die Breite zwischen den Jochbögen 16,7 bis 18,5 mm. Wie auch bei der Roten Viscacharatte liegt die größte Breite des Schädels aber am Hinterkopf, hier misst er zwischen 17,3 und 20,8 mm. Der breite Hirnschädel entsteht hauptsächlich durch die aufgeblähten Paukenblasen, ein typisches Kennzeichen für Arten, die an Wüstenklimate angepasst sind. Die Paukenblasen nehmen mit jeweils 13,3 bis 17,6 mm Länge auch gut die Hälfte der gesamten Schädellänge ein. Hier erreicht der Schädel mit bis zu 16,4 mm auch seine größte Höhe. Das Nasenbein ist kurz und auf der Oberfläche glatt, es läuft nach hinten hin spitz zu. Das Stirnbein nimmt im hinteren Teil an Breite zu. Das Gebiss setzt sich aus 20 Zähnen mit folgender Zahnformel zusammen: {\displaystyle {\frac {1.0.1.3}{1.0.1.3}}}. Die Schneidezähne sind breit gebaut, jeweils über 1,5 mm, im Oberkiefer zeigen sie nach hinten (orthodont). Der Zahnschmelz besitzt eine orange Färbung. Ein langes Diastema trennt die hintere Bezahnung vom jeweiligen Schneidezahn. Die Backenzähne sind hochkronig und im Umriss 8-förmig. Dies trifft auch für den dritten Molar im Unterkiefer zu, während dieser bei der Roten Viscacharatte und der ausgestorbenen Art Tympanoctomys cordubensis komma-förmig ist. Die gesamte obere Zahnreihe wird zwischen 5,0 und 5,7 mm lang, die untere ist nur wenig kürzer.

### Genetik und Sonstiges
Wie die Rote und die Goldene Viscacharatte (Pipanacoctomys aureus) besitzt auch die Kirchner-Viscacharatte wahrscheinlich einen tetraploiden Chromosomensatz, das heißt, das Tier verfügt über vier Chromosomensätze statt der üblichen zwei. Das bewirkt auch, dass die Spermien durchschnittlich größer sind als bei anderen, diploiden Säugetieren. Sie haben einen paddelartigen, etwas abgeschnittenen Kopf von 11,8 μm Länge und 9,6 μm Breite, der Schwanz erreicht 55,5 μm Länge. Die Rippe, die das Akrosom vom restlichen Kopf trennt, liegt bei Tympanoctomys kirchnerorum von der Kopfbasis aus gemessen bei 18 bis 22 % der Kopflänge und damit auffallend tiefer als bei der Roten Viscacharatte.

## Lebensweise
Über die Lebensweise der Kirchner-Viscacharatte ist bisher kaum etwas bekannt. Das Verbreitungsgebiet der Art beschränkt sich auf das zentrale Patagonien, wo sie Steppenlandschaften mit sandigem Untergrund und Badlands bewohnt. Die durchschnittliche Jahrestemperatur liegt bei 8 bis 9 °C, der jährliche Niederschlag bei 150 mm. Der Pflanzenbewuchs ist spärlich, die Typuslokalität ist mit Chuquiraga-Beständen aus der Gruppe der Korbblütler bewachsen, in denen aber auch Prosopis-, Prosopidastrum- und Schinus-Gewächse vorkommen. Die Kirchner-Viscacharatte lebt teils unterirdisch, die Baue besitzen charakteristische, halbkreisförmige Eingänge von durchschnittlich 10 cm Höhe mit einem gebogenen Oberteil und flachem Boden. Sie befinden sich häufig unter Gebüschen, vorrangig von Melden, die in Senken der Region vorkommen. Einzelne Individuen der Art wurden in Gewöllen von Eulen gefunden.

## Systematik
Die Kirchner-Viscacharatte ist eine Art aus der Gattung Tympanoctomys. Dieser werden zwei weitere Arten zugewiesen, von denen aber nur die Rote Viscacharatte (Tympanoctomys barrerae) noch rezent im zentral-westlichen Argentinien rund 550 km nördlich des Auftretens von Tympanoctomys kirchnerorum vorkommt. Tympanoctomys gehört zur Familie der Trugratten (Octodontidae), ihre nächsten Verwandten bilden die Goldene Viscacharatte Pipanacoctomys und die Viscacharatte (Octomys). Mit Hilfe von molekulargenetischen Untersuchungen konnten innerhalb von Tympanoctomys drei Linien ausgemacht werden. Eine davon umfasst die Art Tympanoctomys kirchnerorum, die sich im Unterpleistozän vor etwa 1,47 Millionen Jahren abspaltete. Die beiden anderen Linien werden zur Roten Viscacharatte gestellt, sie bildete sich offensichtlich vor rund 1,02 Millionen Jahren heraus.

## Entdeckungsgeschichte
Erste Hinweise auf einen neben der Roten Viscacharatte weiteren, im Holozän vorkommenden Vertreter der Gattung Tympanoctomys in Patagonien erbrachten Anfang des 21. Jahrhunderts Ausgrabungen an Abris und Höhlen nahe dem Río Chubut. Dabei kamen zahlreiche Unterkieferfragmente zum Vorschein, deren Alter radiometrisch auf eine Zeitspanne von 5400 Jahren vor heute bis zur frühen Neuzeit datieren und die als Hinterlassenschaften von Eulen gedeutet werden. Die Funde wurden der Roten Viscacharatte zugewiesen, die Ergebnisse wurden im Jahr 2009 veröffentlicht. Ein Jahr zuvor, im März 2008, konnte eine erste frei lebende Population ebenfalls am Río Chubut bei Estancia La Porfía rund 20 km nordnordöstlich von Los Adobes im Departamento Gastre der argentinischen Provinz Chubut beobachtet werden. Dabei wurden drei Individuen, ein Weibchen und zwei Männchen gefangen und präpariert. Die Publikation hierzu erschien ebenfalls im Jahr 2009 und brachte die Tiere mit der Roten Viscacharatte in Verbindung. Weitere Untersuchungen vor Ort führten im Jahr 2014 zur Erstbeschreibung der neuen Art durch Pablo Teta und Forscherkollegen. Als Holotyp gilt dabei eines der gefangenen Männchen vom März 2008 (Exemplarnummer CNP 1862). Der Artname kirchnerorum ehrt einerseits Néstor Kirchner, der Präsident Argentiniens und im Jahr 2010 Generalsekretär der Union Südamerikanischer Nationen war, sowie seine Ehefrau Cristina Fernández de Kirchner, die ihrem Ehemann im Präsidentenamt nachfolgte. Die Ehrung erfolgte, da unter den Amtszeiten der Kirchners die Wissenschaften durch Budgeterhöhungen, Rückholung von Wissenschaftlern aus dem Ausland und der Schaffung des Ministerio de Ciencia, Tecnología e Innovación Productiva aktiv gefördert wurden.

## Gefährdung
Das bekannte Verbreitungsgebiet der Kirchner-Viscacharatte ist sehr klein, Nachweise von lebenden Tieren gab es bisher nur in einem Radius von 3 km um die Typuslokalität der Erstbeobachtung. Im mittleren und unteren Tal des Río Chubut ist die Art höchstwahrscheinlich ausgestorben, was möglicherweise mit der Einführung der Schafzucht im Übergang vom 19. zum 20. Jahrhundert in dieser Region und der damit verbundenen Übergrasung und Verdichtung der Böden zusammenhängt. Da im Verbreitungsgebiet zudem ein Uranabbau geplant ist, wird der Bestand von Tympanoctomys kirchnerorum als bedroht angesehen.